# Hagécourt
Hagécourt là một xã, nằm ở tỉnh Vosges trong vùng Grand Est của Pháp. Xã này có diện tích 7,6 km², dân số năm 1999 là 150 người. Xã này nằm ở khu vực có độ cao trung bình 285 m trên mực nước biển.
Dân địa phương tiếng Pháp gọi là Hagécurtiens.

## Biến động dân số
| 1962                                         | 1968 | 1975 | 1982 | 1990 | 1999 |
| -------------------------------------------- | ---- | ---- | ---- | ---- | ---- |
| 106                                          | 110  | 102  | 114  | 111  | 150  |
| Số liệu từ năm 1962: Dân số không tính trùng |      |      |      |      |      |